# روزالين يالو
روزالين سوسمان يالو (بالإنجليزية: Rosalyn Sussman Yalow)‏؛ (19 يوليو 1921 - 30 مايو 2011)، هي فيزيائية طبية أمريكية حائزة على جائزة نوبل في الطب بالمناصفة عام 1977 (شاركت الجائزة مع روجه غيومين وأندرو سكالي)، وذلك عن تطوير تقنية المقايسة المناعية الشعاعية. كانت ثاني امرأة تنال جائزة نوبل في الطب أو علم وظائف الأعضاء (المرأة الأولى كانت جريتي كوري)، وكانت أيضًا المرأة الأمريكية الأولى التي تحصل على نفس الجائزة.

## سيرتها

### الطفولة
وُلدت روزالين سوسمان يالو في حي برونكس بمدينة نيويورك، وهي ابنة كلارا (ني زيبر) وسيمون سوزان، وتربت في أسرة يهودية. التحقت يالو بمدرسة والتون الثانوية (ببرونكس)، بمدينة نيويورك. بعد أن أنهت دراستها في المدرسة الثانوية، التحقت بكلية مُخصصة للإناث فقط، وهي كلية هانتر المجانية، حيث تمنت والدتها أن تدرس فيها لتصبح مُعلمة. بدلًا من ذلك، قررت يالو أن تدرس الفيزياء.

### الكلية
أتقنت يالو مهارة الكتابة على الآلة الطابعة، فاستطاعت الحصول على عمل نصف دوام كسكرتيرة للطبيب رادولف شووينهايمر، وهو رائد في علم الكيمياء الحيوية في كلية الأطباء والجراحين بجامعة كولمبيا. لم تقتنع يالو بأن أي مدرسة دراسات عليا حسنة السمعة ستقبل امرأة وتدعمها ماديًا، لذا عملت بوظيفة أخرى كسكرتيرة لمايكل هايدلبرغر، وهو عالم كيمياء حيوية آخر في جامعة كولمبيا، عينها لأنها درست الكتابة بالاختزال وكان ذلك شرطًا للتعيين. تخرجت يالو في كلية هانتر في شهر يناير من عام 1941.
بعد عدة سنوات، تلقت يالو عرضًا لتصبح مساعد تدريس في الفيزياء في جامعة إلينوي في إربانا-شامبين. تلقت هذه العرض بشكل جزئي لأن الحرب العالمية الثانية كانت قد بدأت لتوها وذهب العديد من الرجال للقتال، واختارت الجامعة أن تعرض تعليم النساء وتوظيفهن لتجنب الإغلاق. في جامعة إلينوي في إربانا-شامبين، كانت المرأة الوحيدة في قسم مكون من 400 عضوًا، وكانت المرأة الأولى منذ عام 1917. نالت يالو درجة الدكتوراه عن استحقاق عام 1945. في الصيف التالي، التحقت يالو بفصلين مجانيين في الفيزياء تحت رعاية الحكومة في جامعة نيويورك.

### الزواج والأطفال
تزوجت يالو زميل دراستها آرون يالو، وكان ابنًا لحاخام، وكان ذلك في يونيو 1943. أنجبا طفلين، وهما بينجامين وإلانا يالو، وكان منزلهما محافظًا على تعليمات الكوشر اليهودية. لم تؤمن يالو بالموازنة بين حياتها العملية وحياتها المنزلية، وبدلًا من ذلك دمجت حياتها المنزلية متى استطاعت في حياتها العملية. وبالرغم من عملها، استطاعت يالو تأدية مهامها كربة منزل كأولوية أولى، وكرست نفسها للواجبات التقليدية المرتبطة بكونها أمًا وزوجة.
خلال حياتها العملية، كانت تميل إلى تجنب المنظمات النسوية، لكنها دعت أيضًا إلى ضم المزيد من النساء في العلوم. وبينما كانت تؤمن بأن سبب نيلها بعض الفرص في الفيزياء هو الحرب، إلا أنها اعتقدت أن تناقص عدد النساء في المجال بعد الحرب كان سببه قلة اهتمامهن. رأت يالو الحركات النسوية تحديًا لمعتقداتها التقليدية وكانت ترى أن الجمعيات تشجع النساء على عدم أداء واجباتهن كأمهات وزوجات.

## عملها
خلال الشهر التالي لتخرجها في كلية هانتر في يناير من عام 1941، عُرض على روزالين سوسمان يالو أن تعمل مساعدة تدريس في قسم الفيزياء في جامعة إلينوي في إربانا-شامبين. كان الحصول على موافقة خريجي برنامج الفيزياء في كلية الهندسة بجامعة إلينوي أحد المعوقات التي كان عليها أن تتخطاها كمرأة في مجالها. تحكم الذكور ذوي النفوذ في فرص التدريب وتقدير العاملين وترقياتهم وجوانب عدة في التطوير في مجال العلوم، وبالأخص مجال الفيزياء.
عندما دخلت يالو الجامعة في سبتمبر 1941، كانت المرأة الوحيدة في الكلية، التي تكونت من 400 أستاذًا جامعيًا ومساعد تدريس. وكانت المرأة الأولى منذ أكثر من عقدين التي تحضر أو تُدرس في كلية الهندسة هذه. أعادت يالو الفضل في الحصول على موقعها في مدرسة الدراسات العليا المرموقة إلى نقص المرشحين من الذكور أثناء فترة الحرب العالمية الثانية. كونها محاطة بالذكور الموهوبين جعلها تدرك عالمًا أوسع في مجال العلوم. قدروا موهبتها، وشجعوها، ودعموها.  كانوا في وضع يمكنهم من خلاله مساعدتها كي تنجح.
شعرت يالو أن النساء الأخريات في مجالها لم يحببنها بسبب طموحها. النساء الأخريات رأين فضولها كتخلي عن الطريق الوحيد المقبول لامرأة في مجال العلوم في ذاك الوقت، وهو أن تصبح مُدرسة علوم في مَدرسة ثانوية، لكن يالو رغبت في أن تصبح عالمة فيزياء. درست أثناء وقتها في جامعة إلينوي فصولًا إضافية مُخصصة للمرحلة الجامعية لتزيد من معرفتها لأنها أرادت أن تقوم بعمل الأبحاث الاختبارية المُبتكرة بجانب واجبتها التدريسية المُعتادة.
واجهت يالو الانتقاد لسنوات من النساء في العمل لكنها لم تيأس ولم تتوانى عن تقديم المساعدة للشابات الأخريات، في حال رأت فيهن الأمل في أن يصبحن عالمات حقيقيات. لم تكن أبدًا مؤيدة للمنظمات النسوية في مجال العلوم. ونُقل على لسانها أنها قالت، «يزعجني وجود منظمات للمرأة في مجال العلوم، هذا يعني أنهن بحاجة لأن يُعاملن بطريقة مختلفة عن الرجال. لا أوافق على ذلك». بالرغم من أن البنات والشابات من النساء وجدن فيها قدوة بعد أن فازت بجائزة نوبل، لم تحارب يالو لتحسين معاملة المرأة أو تمثيلها في العلوم.
كانت أول وظيفة ليالو بعد التدريس وتلقي الفصول في مدرسة الدراسات العليا بجامعة إلينوي في إربانا-شامبين عملها مهندسة كهربائية مساعدة في المختبر الفيدرالي للاتصالات. وجدت نفسها مجددًا المرأة الوحيدة المُوظَفة. في عام 1964، عادت إلى كلية هانتر لتدريس الفيزياء وبالتبعية أثرت على العديد من النساء، وكانت الأكثر بروزًا بينهن هي الشابة ميلدريد دريسلهوس: كانت يالو مسؤولة عن توجيه مستقبل «ملكة علوم الكربون» من التدريس في المدارس الابتدائية إلى العمل كباحثة علمية. بقيت يالو تعمل كمحاضرة فيزيائية منذ عام 1946 وحتى عام 1950، بالرغم من أنها في عام 1947، بدأت ارتباطًا طويلًا مع وزارة شؤون المحاربين القدامى الأمريكية عندما أصبحت مستشارة لمستشفى المحاربين القدامى ببرونكس.
أرادت وزارة شؤون المحاربين القدامى أن تؤسس برامج بحثية لاستكشاف الاستخدامات الدوائية للمواد المشعة. بحلول عام 1950، كانت يالو قد جهزت مُختبر النويدة المشعة في مستشفى المحاربين القدامى ببرونكس وقررت أخيرًا أن تترك التدريس لتكرس كل جهدها للبحث العلمي بدوام كامل. وهناك تعاونت مع سولومون بيرسون على تطوير المقايسة المناعية الشعاعية، وهي تقنية لتتبع النويدة المشعة، تسمح بقياس الكميات الضئيلة من المواد العضوية المختلفة في دم الإنسان بالإضافة إلى العديد من السوائل المائية الأخرى. واستخدُمَت التقنية في الأصل لدراسة مستويات الإنسولين لمرضى البول السكري، واُستخدمَت التقنية على مئات من المواد الأخرى -ومن ضمنها الهرمونات والفيتامينات والإنزيمات- التي لم يكن قياسها متاحًا سابقًا بسبب كمياتها شديدة الضآلة.
بالرغم من الإمكانيات التجارية الضخمة لهذه الطريقة، رفض كل من يالو وبيرسون براءة اختراعها. وفي عام 1968، عُينت يالو أستاذة باحثة في قسم الطب في مستشفى ماونت سايناي، حيث أصبحت أخيرًا الأستاذة الأكثر تميزًا على الإطلاق لسولومون بيرسون.

## وصلات خارجية
- روزالين يالو على موقع الموسوعة البريطانية (الإنجليزية)
- روزالين يالو على موقع مونزينجر (الألمانية)
- روزالين يالو على موقع إن إن دي بي (الإنجليزية)
- السيرة الذاتية للدكتورة روزالين يالو (بالإنجليزية)